# Dominique Faure

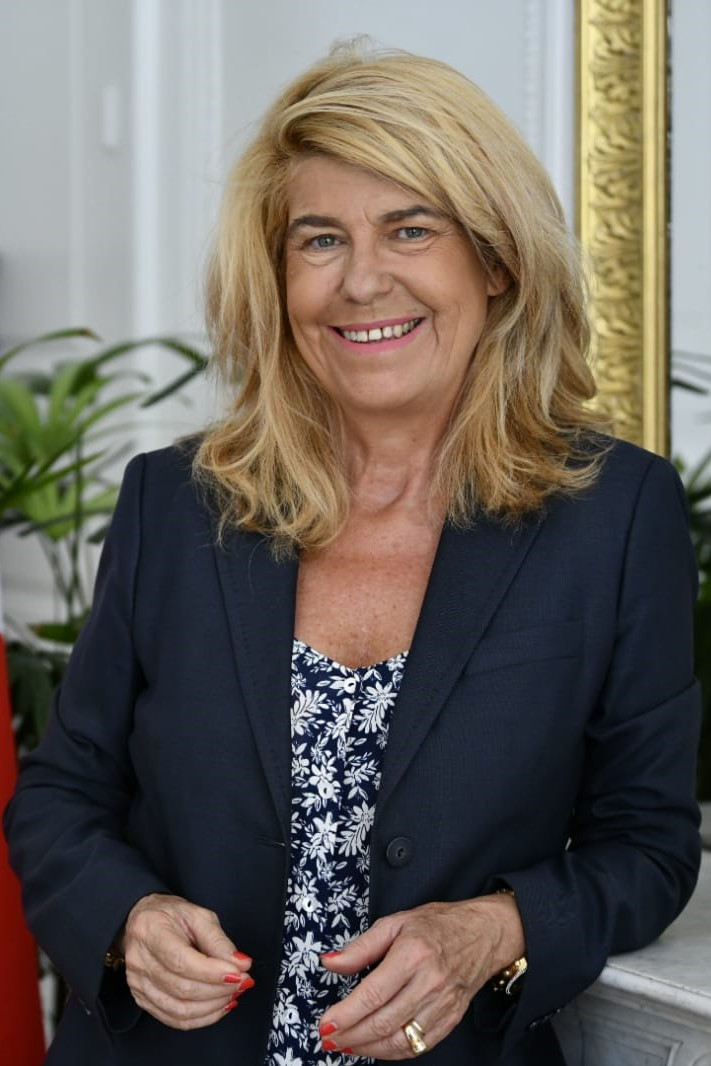
Dominique Faure

Dominique Faure (* 28. August 1959 in Carcassonne) ist eine französische Politikerin der Radikalen Partei, die von 2022 bis 2024 als Staatssekretärin für ländliche Angelegenheiten in den Regierungen der aufeinanderfolgenden Premierminister Élisabeth Borne und Gabriel Attal fungierte. Sie wurde 2022 in die französische Nationalversammlung gewählt. Sie kandidierte bei dieser Parlamentswahl im 10. Wahlkreis der Haute-Garonne.

## Frühes Leben und Karriere
Faure hat einen Ingenieurabschluss von der INSA de Lyon und einen MBA von der HEC Paris.
Nach ihrem Abschluss arbeitete Faure in großen Unternehmen – IBM, Motorola, SFR, Veolia – und leitete eine Personalberatungsfirma, bevor sie bei den Parlamentswahlen 2012 in die Politik eintrat. Zusammen mit ihrem Mann besitzt sie auch ein Hotel.

## Politische Karriere
Von 2014 bis 2022 war Faure Bürgermeister von Saint-Orens-de-Gameville.

## Persönliches Leben
Faure ist verheiratet und hat drei Kinder.